# Oksana Romenskaïa
Oksana Viktorovna Romenskaïa (en russe : Оксана Викторовна Роменская), née le 6 juin à Rostov-sur-le-Don, est une handballeuse russe.
Avec l'équipe de Russie, elle est triple championne du monde.
En club, elle a remporté une fois les trois principales coupes d'Europe : Ligue des champions (C1) en 2008, Coupe des vainqueurs de coupe (C2) en 2002 et Coupe de l'EHF (C3) en 2007.

## Biographie
Elle commence sa carrière dans le club de sa ville natale, Rostov-sur-le-Don, dans le club Rostselmach Rostov, avec lequel elle remporte un titre de championne de Russie en 1994. Après un passage de deux ans dans le club de Kouban Krasnodar, elle rejoint le club de HC Lada Togliatti avec lequel elle remporte de nombreux titres. En 2006, elle rejoint avec son entraîneur et sélectionneur national Ievgueni Trefilov le club de Zvezda Zvenigorod, remportant le titre de championne de Russie en 2007 face à son ancien club. Ce titre lui donne accès à la Ligue des champions qu'elle remporte l'année suivante en 2008.
En décembre 2007, elle remporte sur le parquet de Paris-Bercy son troisième titre mondial avec l'équipe de Russie. Avec ses compatriotes Inna Souslina, Irina Poltoratskaïa et Anna Kareïeva, elle rejoint ainsi au bilan des joueuses les plus titrées les Allemandes de l'Est Waltraud Kretzschmar, Hannelore Zober, Kristina Richter et Hannelore Burosch ainsi que la Soviétique Marina Bazanova.

## Palmarès

### Club
Compétitions internationales
- Ligue des champions (C1)
  - Vainqueur (1) : 2008
- Coupe des vainqueurs de coupe (C2)
  - vainqueur (1) : 2002
  - Finaliste (2) : 1993 et 2000
- Coupe de l'EHF (C3)
  - Vainqueur (1) : 2007

Compétitions nationales
- Championnat de Russie
  - Vainqueur (7) : 1994, 2002, 2003, 2004, 2005, 2006, 2007
  - Deuxième en 1993, 1995, 1999, 2000, 2001, 2008
- Coupe de Russie
  - vainqueur (1) : 2006

### Sélection nationale
Jeux olympiques
- Médaille d'argent aux Jeux olympiques de 2008 à Pékin, Chine

Championnat du monde
- Médaille d'or Championnat du monde 2001, Italie
- Médaille d'or du Championnat du monde 2005, Russie
- Médaille d'or du Championnat du monde 2007, France

Championnat d'Europe
- Médaille d'argent du Championnat d'Europe 2006, Suède
- Médaille de bronze du Championnat d'Europe 2000, Roumanie

### Distinction personnelle
Membre de 1re classe de l'ordre du Mérite pour la Patrie